# Störlichtbogen

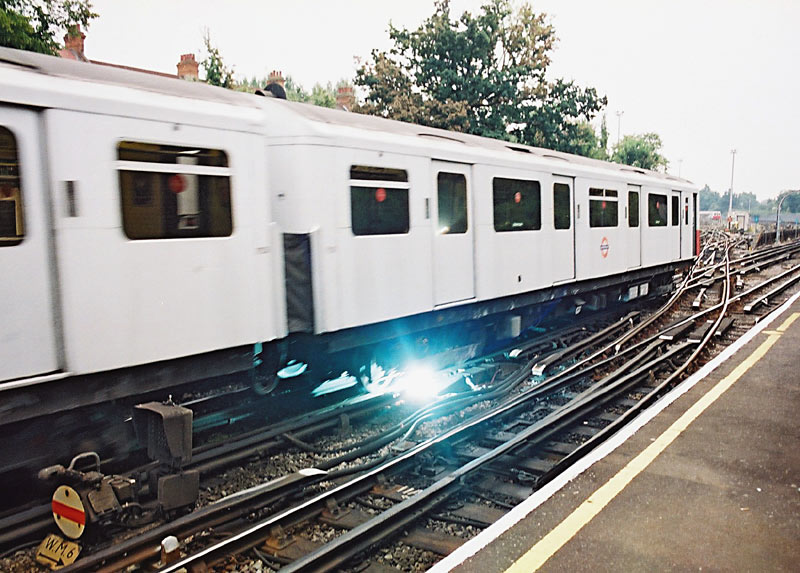
Lichtbogen (Abreißfunke) an der Stromschiene bei der Londoner U-Bahn

Ein Störlichtbogen oder auch Fehlerlichtbogen ist in der elektrischen Energietechnik ein technisch unerwünscht auftretender Lichtbogen zwischen elektrischen Anlagenteilen. Ein Schaltlichtbogen tritt demgegenüber planmäßig zwischen den Kontakten elektrischer Schaltvorrichtungen auf.

## Spannungsüberschlag

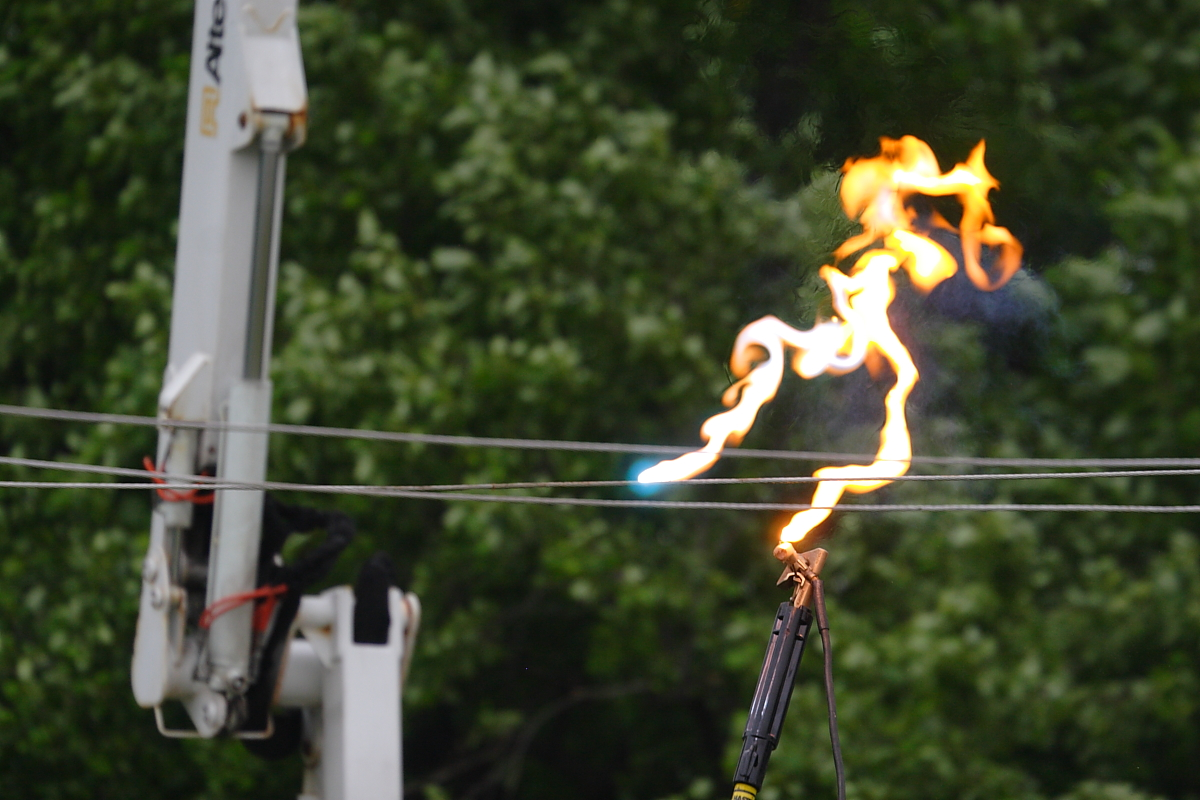
Lichtbogen, welcher sich bei Annäherung einer Erdungsstange an eine unter Hochspannung stehende Freileitung ausbildet

Bei ungenügendem Abstand oder ungenügender Isolation zwischen zwei elektrischen Potenzialen kann es zu einem ungewollten Spannungsüberschlag kommen, in dessen Verlauf ein Lichtbogen entsteht. Dieser Spannungsüberschlag kann auch in einem elektrischen Bauteil selber entstehen, weil sich die Kontakte zu langsam trennen, oder die Isolationsschicht zwischen den stromführenden Teilen ihrer Isolierfähigkeit beraubt wurde.
Die Lichtbögen, die bei Spannungsüberschlag entstehen, setzen in der Regel die Lebensdauer des Bauteils massiv herab und können es im schlimmsten Fall auch zerstören.
Lichtbögen sind bei nicht isolierten, blanken Hochspannungsleitungen eine erhebliche Gefahr, da diese bereits bei der kontaktlosen Annäherung an die beteiligten Leiter, also ohne direkte Berührung, entstehen können. Durch die große Lichtbogenleistung und hohe Temperatur des Lichtbogens kommt es zu einer starken Lichtwirkung mit einem lauten Knall und brennbare Gegenstände in unmittelbarer Umgebung können Feuer fangen. Besonders an hochspannungsführenden Oberleitungen von Bahnanlagen wie etwa bei jenen der Deutschen Bahn oder der ÖBB kommt es immer wieder zu schweren Stromunfällen, wenn sich Menschen oder andere Lebewesen unterhalb des erforderlichen Mindestabstandes nähern (z. B. durch Klettern auf ein Zugdach) und ein Störlichtbogen entsteht. 
Im Niederspannungsbereich können Störlichtbögen infolge von Störstellen in elektrischen Leitungen auftreten, meist bei folgenden Leitungsschäden: 
- Beschädigte Isolation infolge von Leitungsquetschungen, Beschädigungen durch Nägel oder Schrauben oder zu geringe Biegungsradien bei elektrischen Leitungen. Hier können Kriechströme durch Verschmutzungen und Ablagerungen entstehen, die sich in einem Störlichtbogen entzünden
- Lose Kontakte bei nicht korrekt montierten Bauteilen, durch Nagetierverbiss und Erosion oder durch abgeknickte Leitungen. Hier entstehen Störlichtbögen durch ionisierte Gase zwischen den losen Leitungsenden

Auf Leiterplatten, besonders häufig in Schaltnetzteilen, richten Überschläge erheblichen Schaden an, weil sich das Leitermaterial (Kupfer) auf dem Leiterplattenmaterial als Metalldampfschicht niederschlägt und Kriechstrecken überbrückt.
Falls kein Austausch der gesamten Baugruppe möglich ist, werden derartige Schäden durch Schlitze in der Platine behoben; die neue Kriechstrecke besteht aus einem Luftspalt.
Als Vorsorgemaßnahme dienen Lötaugen mit Hohlniet, dickere Kupferschichten, mit Draht verstärkte Leiterzüge, gekammerte Gehäuse sowie reichlich dimensionierte Kriechstrecken. Dem steht die Miniaturisierung entgegen.

## Arbeitsschutz

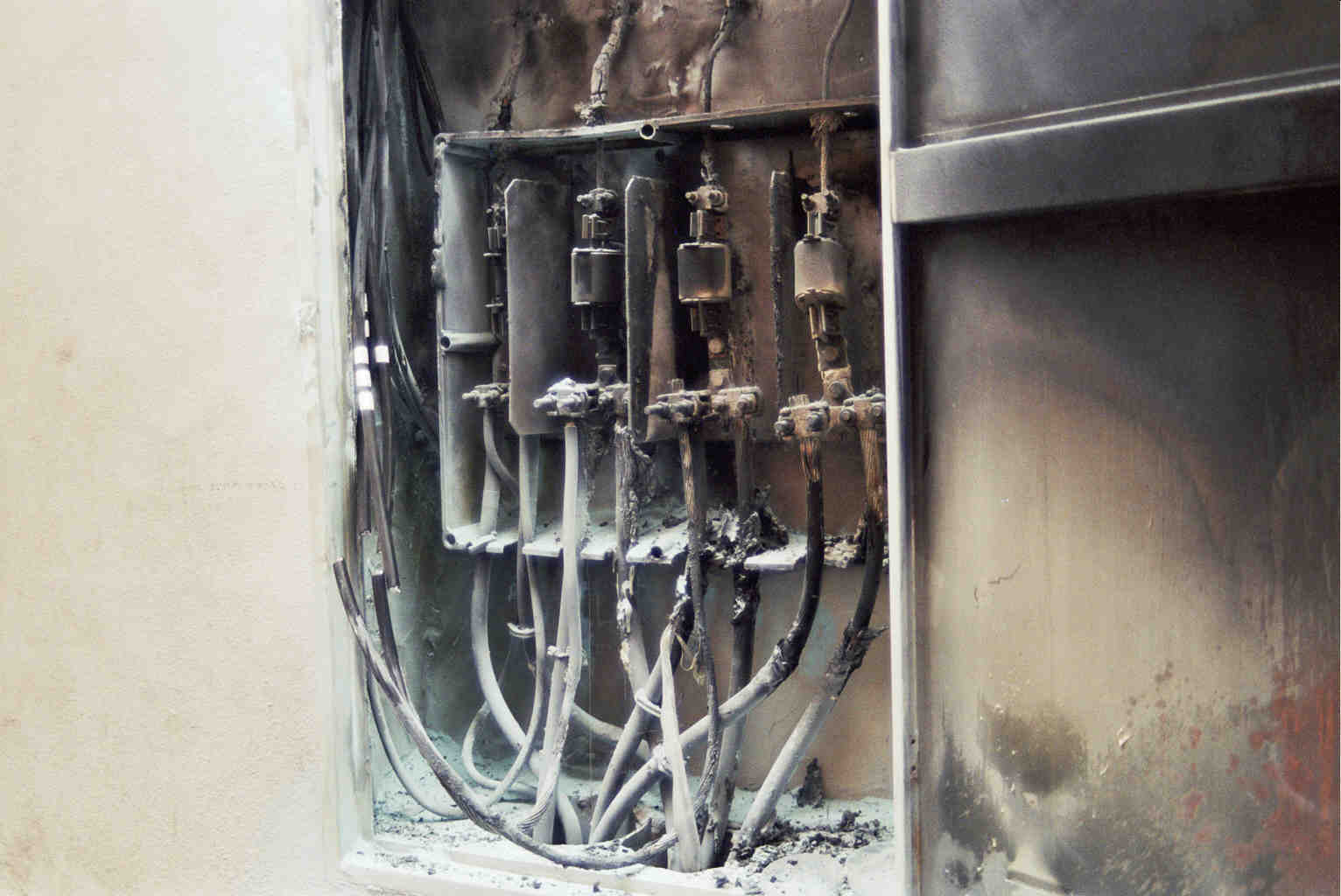
Durch Störlichtbogen zerstörter Sicherungskasten mit NH-Sicherungen.

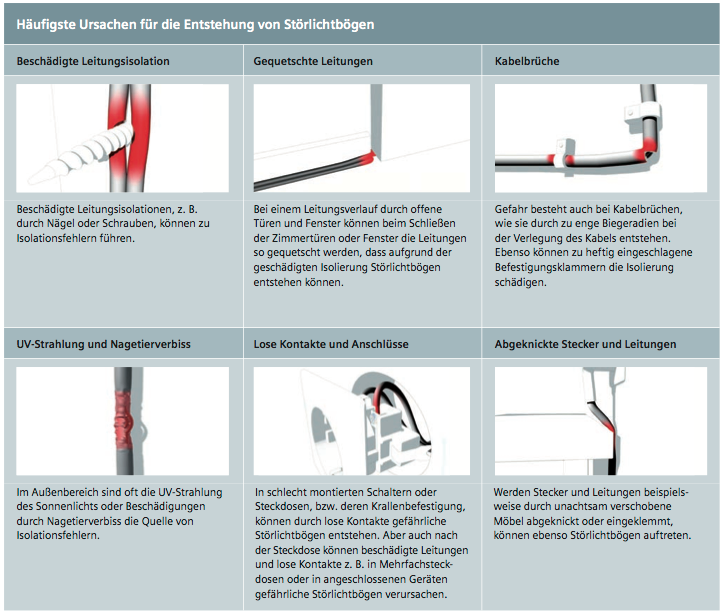
Ursachen für Störlichtbögen im Niederspannungsbereich

Bedingt durch die niedrigen Schleifenimpedanzen im Bereich einiger 10 mΩ in elektrischen Energieversorgungsnetzen, wie der Hauptverteilung von Niederspannungsnetzen, können Kurzschlüsse oder Installationsfehler zu sehr hohen Kurzschlussströmen bis zu einigen 10 kA führen. Der dabei entstehende Lichtbogen führt, durch die hohe Momentanleistung, zu einem schlagartigen Verdampfen von metallischem Kontaktmaterial, was in der Umgebung zu thermischen Schäden wie Verbrennungen führen kann.
Aus diesem Grund ist bei Arbeiten im potentiellen Wirkungsbereich eines Lichtbogens entsprechende störlichtbogenfeste Schutzkleidung mit Gesichtsschutz und Visier zu tragen und entsprechendes Werkzeug zu verwenden. Die Gefahrenbereiche umfassen unter anderem in Hauptverteilerkästen den Tausch von NH-Sicherungseinsätzen unter Spannung oder auch nichtelektrische Wartungsarbeiten in mit Hochspannung betriebenen Schaltanlagen.

## Anlagenschutz
Im Niederspannungsbereich können Störlichtbögen zu Brandschäden führen. Verschiedene Sicherungen beugen solchen Schäden vor:
- Korrekt ausgelegte Leitungsschutzschalter, englisch Circuit-Breaker, oder Schmelzsicherungen können Kurzschlussströme selektiv abschalten und weitergehende Anlagenschäden verhindern.[4]
- Fehlerlichtbogen-Schutzeinrichtungen englisch Arc-Fault-Detection-Devices, kurz AFDD, können Störlichtbögen im Niederspannungsbereich erkennen und den Stromfluss unterbrechen.[5] Im Handel findet sich auch die Bezeichnung Brandschutzschalter.[6]

Eine weitere Methode zur Detektion von Störlichtbögen sind Detektoren für Ultraviolettstrahlung (UV). Ihr Einsatz setzt die Abschirmung der Anlage vom Tageslicht voraus. UV-Detektoren werden hauptsächlich bei leistungselektronischen Schaltungen, insbesondere Sendeeinrichtungen, verwendet.